# 二条為定
二条 為定（にじょう ためさだ）は、鎌倉時代後期から南北朝時代にかけての公卿・歌人。二条為道（為通）の子。

## 略歴
父は早くに死去し、元亨3年（1323年）に参議となる。叔父の為藤の感化を受け、正中2年（1325年）に後継者として『続後拾遺和歌集』を撰集した。はじめ姉妹の権大納言三位局（懐良親王らの母）が宮人として仕えていた後醍醐天皇に近侍したが、元弘の変以後は天皇に従わず、北朝側に通じて延文4年/正平14年（1359年）に『新千載和歌集』（二条良基や足利尊氏の推挙による）を撰出し、南北朝動乱の時期の歌道師範の家を守った。なお、文和4年/正平10年（1355年）8月17日に出家し釈空と称するようになった。
為定の和歌は、『玉葉和歌集』以下の勅撰和歌集や『続現葉和歌集』以下の私撰和歌集に多数入集し、『文保御百首』などの定数歌もある。彼の詠歌を集めた『為定集』は2系統あり、一方は私撰集で、他方は為定の家集だが、いずれも為定自身ではなく、後人の撰によるものである。

## 系譜
- 父：二条為道（1271-1299）
- 母：飛鳥井雅有の娘
- 正室：土御門禅尼
  - 男子：二条為遠（1341-1381）
- 生母不明の子女
  - 男子：二条為貫
  - 男子：二条定世
  - 男子：二条為有
  - 男子：覚家 - 興福寺別当
  - 男子：昭海
  - 男子：良寿